# Le Pin-la-Garenne
Le Pin-la-Garenne település Franciaországban, Orne megyében. Lakosainak száma 619 fő (2022. január 1.). Le Pin-la-Garenne Saint-Denis-sur-Huisne, Bellavilliers, Comblot, Mauves-sur-Huisne, Réveillon, Saint-Jouin-de-Blavou és Belforêt-en-Perche községekkel határos.

## Népesség
A település népességének változása:
| Lakosok száma | 743  | 688  | 671  | 653  | 645  | 639  | 632  | 626  | 619  |
|               | 2013 | 2015 | 2016 | 2017 | 2018 | 2019 | 2020 | 2021 | 2022 |